# Доисторический Китай

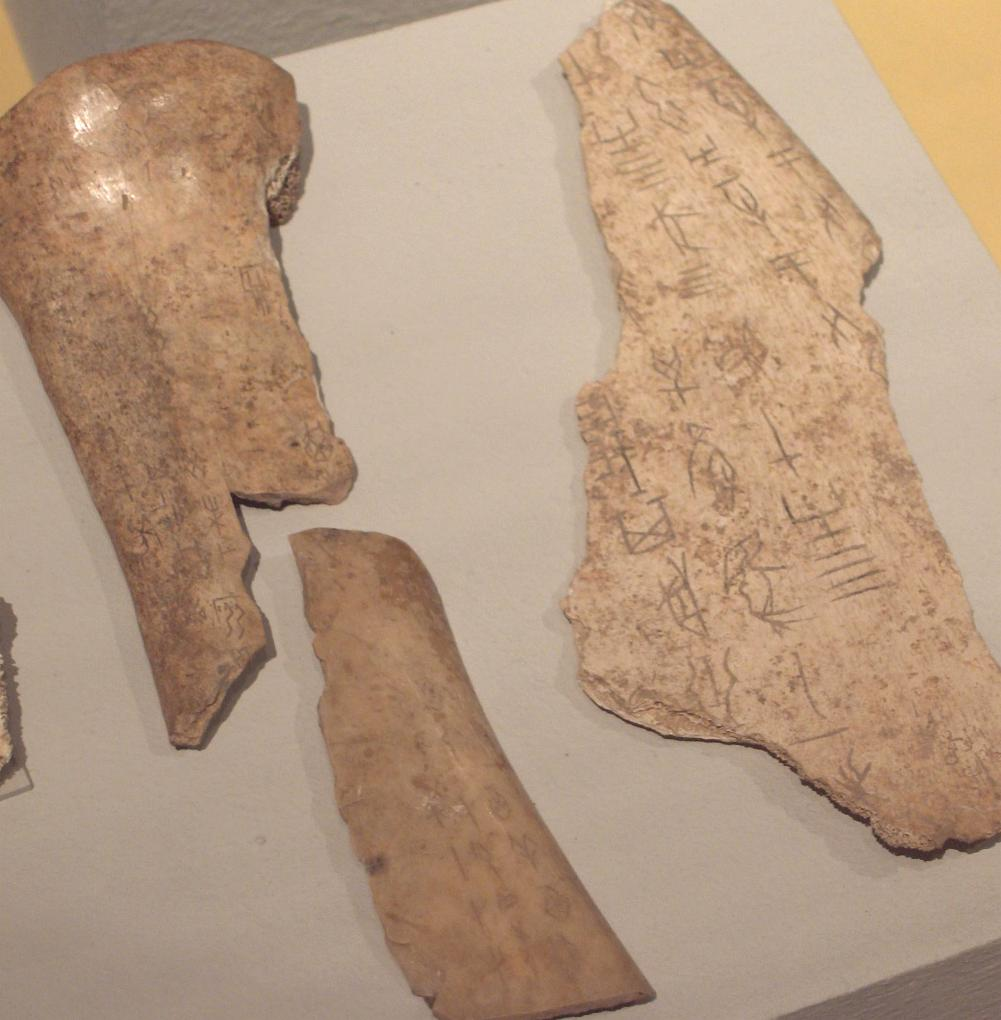
Гадальные кости династии Шан

Доисторическая эпоха Китая — период в истории Китая со времён появления на его территории первых представителей рода людей и до появления первых письменных источников о его истории.

## Понятие «доисторический Китай»

### Условность разграничения периодов
Граница между доисторической и исторической эпохами Китая довольно условна. Древнейшие китайские письменные источники датируются XIII веком до н. э. Они затрагивают лишь последний период династии Шан и географически ограничены регионом Иньсюй, примерно совпадающим с современным Аньяном. Это был религиозный и, возможно, также политический центр в последние три столетия династии Шан. Содержание ранних письменных источников ограничивается краткими надписями на бронзовых сосудах и на гадательных костях — лопаток крупного рогатого скота и панцирей черепах. К тому же до настоящего времени расшифрованы далеко не все ранние иероглифы: в особенности проблемы связаны с идентификацией географических названий и обозначений народов и племён. Поэтому, несмотря на наличие письменных источников, даже после 1300 года до н. э. основной массив данных об истории Китая связан с археологическими находками — это справедливо для региона Иньсюй и тем более справедливо для тех регионов, где письменность отсутствовала.
Такая размытая историческая картина, когда письменные памятники не могут обеспечить основной массив исторических данных, сохраняется примерно до 200 года до н. э., после чего, наконец, можно говорить о хорошей увязке между археологическими и письменными данными.

### Взаимосвязь между археологией и исторической традицией
Существует определённая взаимосвязь между археологией и исторической традицией Китая. Несмотря на отсутствие письменных источников о периоде до 1300 года до н. э. (и скудность источников в течение последующего тысячелетия), китайские историки активно интересовались и писали об этих временах. В конце периода Чжоу и во времена династии Хань исторические работы были кодифицированы: так возникли исторические труды о древнейшей истории Китая, где содержались описания исторических событий (не всегда реальных) и описания их предполагаемых причин. Исторические работы постоянно снабжались комментариями, с тем, чтобы чиновники в тот или иной период могли обращаться к ним как к справочным пособиям. В китайской историографии существует довольно подробное описание позднейшего дописьменного периода.
После крушения Китайской империи в 1912 году мнения китайцев о надёжности источников о древнейшей истории разделились. Под влиянием достижений западной археологии в начале XX века в Китае возникли «Школа доверия к древности» (xingupai, 信古派) и более скептичная «Школа сомнения в древности» (yigupai, 疑古派), которую основал Гу Цзеган. Раскопки в Иньсюе подтвердили существование династии Шан. Список правителей данной династии до того момента рассматривался всего лишь как миф как западными исследователями, так и сторонниками Гу Цзегана, однако открытие перевернуло представления о китайской историографической традиции и усилило в Китае позиции школы «Доверия к древности». Западные исследователи также не исключали возможности нахождения археологического подтверждения династии Ся, как и в случае с династией Шан, однако у них оставались серьёзные сомнения по поводу наиболее раннего периода китайской истории — эпохи трёх властителей и пяти императоров, предшествовавшей династии Ся. Китайские историки, напротив, с большим доверием относились к историчности данного периода. По их мнению, этот период был историей клановых лидеров и периодом «десяти тысяч царств» (萬國, wan guo). Указанный термин использовался в традиционной историографии для описания аграрных поселений, обнесённых стенами, существовавших в Китае в период пяти императоров, и археологически соответствовавших, по-видимому, культуре Луншань. В них же китайские историки видели корни династий Ся, Шан и Чжоу.

### Синоцентризм в китайской археологии
Все события мифологического периода, согласно традиционной китайской историографии, происходили в Чжунъюане (en:Central Plain (China)), Центральной долине реки Хуанхэ на северо-западе современной провинции Хэнань и юго-западе Шаньси, а также в долине реки Вэйхэ в Шэньси. Согласно традиционной китайской историографии, именно из этих мест китайская цивилизация распространилась в другие части Китая, который в тот момент ещё не представлял собой заметной цивилизации. Открытие культуры Яншао около 1920 года как будто бы было ещё одним подтверждением данной концепции в русле синоцентризма. Затем, когда в начале 1930-х годов на восточном побережье Шаньдуна была открыта культура Луншань, в устоявшиеся представления пришлось вносить поправки. Историк Фу Сынянь (en:Fu Ssu-nien, 傅斯年, 1896—1950) разработал «гипотезу И на востоке и Ся на западе» (Yi Xia dongxi shuo, 夷夏東西說), согласно которой, древнейшее население Китая делилось на две группы, восточную — (Dong) Yi и западную, Ся (Xia). Эту теорию далее развил Лян Сыюн (en:Liang Siyong, 梁思永, 1904—1954). В рамках этой теории считалось, что культуру Яншао развивало население западной группы Ся, а культуру Луншань — население восточной группы И. Такие представления до 1950-х годов были преобладающей теорией китайской праистории, которой следовали как китайские, так и западные историки.
Около 1960 года были опубликованы исследования, согласно которым культура Луншань не сосуществовала с культурой Яншао, но произошла от последней. Именно тогда Чжан Гуанчжи, автор всё ещё влиятельной среди китайских историков книги «Археология древнего Китая», разработал «теорию региона-ядра». Согласно этой теории, культура Яншао была древнейшей китайской культурой, которая возникла на Центральной долине. Из неё развилась культура Луншань, которая затем распространилась к восточному побережью. Центральная равнина, согласно данной теории, сохраняла своё уникальное положение, поэтому такая интерпретация вполне соответствовала привычному для китайской археологии синоцентризму.
Затем, начиная с 1970-х годов, археологи обнаруживали всё больше артефактов в областях за пределами Центральной равнины, что явно опровергало концепцию синоцентризма. Многие из этих предметов по возрасту были старее, чем предметы из Центральной равнины, а иногда, к тому же, лучше по качеству или художественнее по исполнению. Это справедливо, в частности, для нефритовых изделий культуры Хуншань на территории современной Внутренней Монголии, а также, безусловно, для бронзовых артефактов из Саньсиндуй на территории современной провинции Сычуань.
В 1981 году теория «области-ядра» была окончательно опровергнута. В этом году Сюй Бинци (en:Su Bingqi, 蘇秉琦, 1909—1997) опубликовал гипотезу «региональных систем и культурных категорий» (quxi leixing, 區系類型). Он выделил шесть региональных систем, каждую из которых он, в свою очередь, подразделил на ряд культурных подсистем. И хотя в этой новой теории Центральная равнина продолжала играть важную роль в развитии китайской культуры, в ней, однако, уже не говорилось об одностороннем влиянии её на периферию. Региональные культуры развивались собственным путём, со своими специфическими характеристиками; влияние же рассматривалось как двустороннее — как центра на периферию, так и наоборот, а влияние региональных культур друг на друга — как более важное, чем влияние на них со стороны Центральной равнины. Сюй Бинци сравнил в 1999 году свою теорию с «небом, усеянным звёздами» (mantian xingdou, 满天星斗).

## До палеолита: люфенгпитек

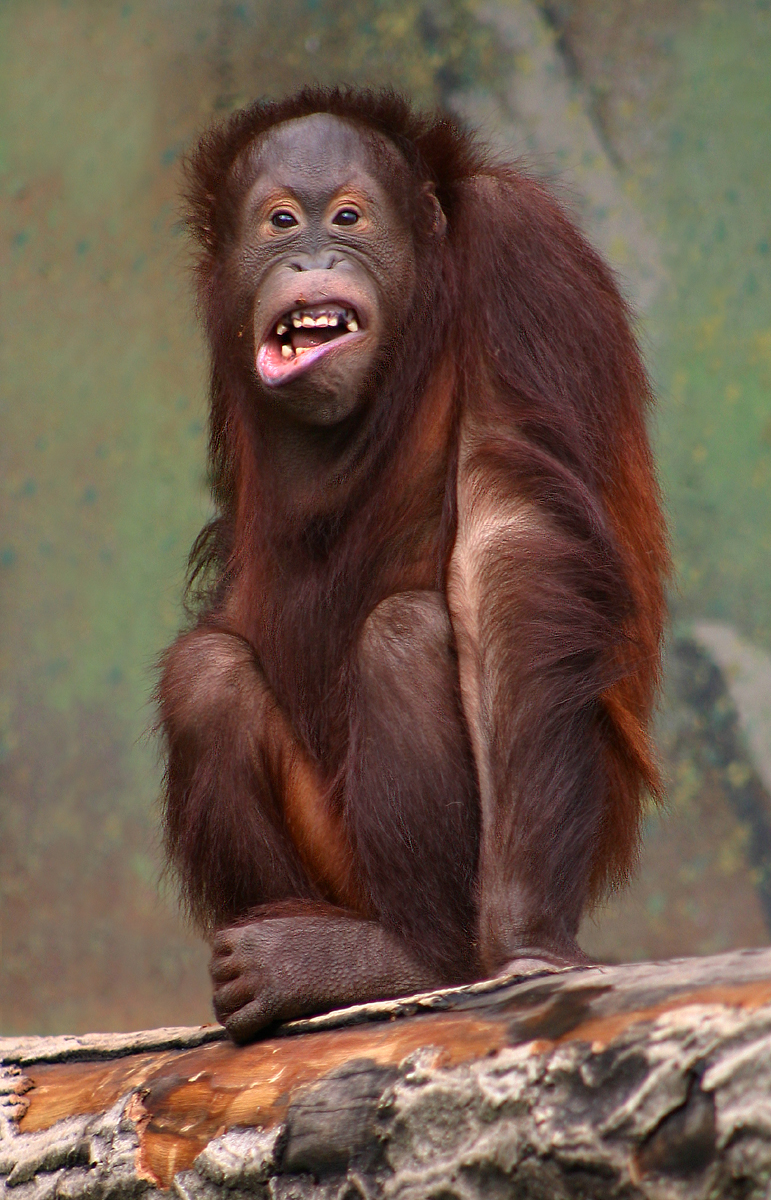
Орангутан, предполагаемый ближайший живой родственник люфенгпитека.

Древнейшие найденные в Китае ископаемые останки гоминид относятся к миоцену и датируются 7-8 млн лет назад. Речь идёт о части нижней челюсти с несколькими сильно повреждёнными зубами, найденной близ деревни Лунцзягоу (Longjiagou) в округе Уду на территории современной провинции Ганьсу. Эту находку описали лишь в 1988 году и отнесли к местной разновидности дриопитека, Dryopithecus wuduensis.
В 1957 году в местности Сяолунтань в округе Кайюань (современная провинция Юньнань) обнаружен ряд ископаемых зубов. Первоначально их приписали ещё одному подвиду дриопитека Dryopithecus keiyuanensis, однако в 1965 году классификация была пересмотрена, и вид получил название сивапитек. Эта обезьяна ныне рассматривается как предок орангутана.
В конце 1970-х годов близ Шихуэйба в округе Люйфэн в Чусюн-Ийском автономном округе, также в провинции Юньнань, обнаружены сотни ископаемых зубов, верхних и нижних челюстей, а также полный, хотя и повреждённый, череп.
В 1980 и 1990 годах были найдены новые ископаемые останки в округе Юаньмоу в Чусюн-Ийском автономном округе в провинции Юньнань, в 100 км к северу от Люйфэна. Находка состояла из 1500 ископаемых зубов, двадцать нижних и верхних челюстей и полного черепа молодой человекообразной обезьяны. Гоминиды из Юаньмоу первоначально были отнесены к двум новым видам, Ramapithecus hudienensis и Homo orientalis. За исключением черепа, в 1987 году их объединили в один вид, Lufengpithecus hudiensis, сестринский по отношению к виду Lufengpithecus lufengensis. Череп из юаньмоуской находки, по-видимому, относился к ранее неизвестному виду, Lufengpithecus yuanmouensis.

## Палеолит

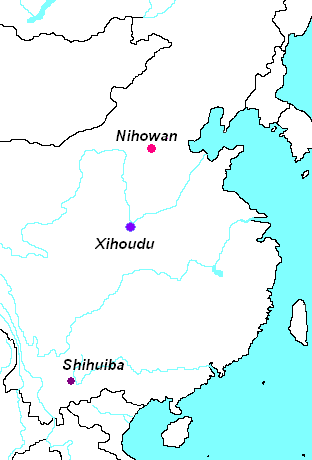
Палеоантропологические места находок, датируемых от миоцена и раннего плейстоцена.

К настоящему моменту древнейшими свидетельствами пребывания человекообразных существ на территории Китая являются артефакты из Жэньцзыдуна (人字洞) в провинции Аньхой. Согласно наиболее смелым, но спорным датировкам, они датируются возрастом около 2,4—2 млн лет назад. Каменные орудия в Шанчэне (Shangchen) на Лёссовом плато на юге Китая датируются возрастом 2,12 млн лет назад. Артефакты из Majuangou III и Shangshazui в бассейне Нихэвань на севере Китая датируются возрастом 1,6—1,7 млн лет назад, возраст стоянки Лунгупо относится к периоду раннего плейстоцена — 2,04 млн лет назад.
В 1930-е годы были опубликованы сообщения о находках артефактов эпохи раннего плейстоцена (1,8—0,8 млн лет назад).
Местонахождение Сяочанлян (бассейн Нихэвань, Хэбэй) с олдувайскими орудиями датируется возрастом от 1,36 млн лет до 1,66 млн лет назад.
Два черепа Homo erectus EV 9001 и EV 9002 и череп Юньсянь-3 из Юньсянь в провинции Хубэй датируются возрастом 0,94—1,1 млн лет. Филогенетический анализ показал, что Юньсянь-2 был представителем базальной популяции эволюционной линии, ведущей к Homo longi (Харбин), денисовцам и другим древним людям из Восточной Азии (Дали, Чинньюншан (Цзиньнюшань), Сюйцзяяо, Хуалундун, Байшия (Сяхе) и Пэнху-1). К эпохе палеолита в Китае также относятся следующие палеоантропологические находки: зуб Homo erectus из Луонан (Дунхекун) в провинции Шэньси (1,15—0,7 млн л. н.), зубы из Лунгудуна (Longgudong) близ Мейпу (Meipu) возрастом 990—780 тыс. л. н., синантроп из Чжоукоудянь, юаньмоуский человек, ланьтяньский человек, нанкинский человек, Homo erectus hexianensis из Лонтандуна (провинция Аньгу, округ Гексьян) возрастом 415 тыс. лет, 7 зубов Homo erectus из Байлундун (Bailong Cave) в провинции Хубэй (550 тыс. л. н. или 0,76 млн л. н.), фрагменты скелета из Чизиншан (Яйюан) в провинции Шаньдун (440 тыс. л. н.), череп Дали возрастом 209 000±23 000 лет и похожий на него череп из пещеры Хуалундун (Hualongdong) с фрагментом челюсти и зубами с датировкой 150—412 тыс. л. н. из провинции Аньхой, Homo helmei из Цзиньнюшань (Jinniushan) возрастом 200—280 тыс. лет, челюсть Homo erectus из Чаньян в провинции Хубэй (220—170 тыс. л. н.), верхняя челюсть Homo erectus или Homo heidelbergensis из Еншан (Иншан, Чаосян, Чаоху) в провинции Аньгу (220—160 тыс. л. н.), череп Homo longi из Харбина возрастом 146 тыс. лет, череп Маба (en:Maba Man) возрастом 129—135 тыс. лет, черепа из Сюйчана (Хэнань) возрастом 105—125 тыс. лет, два зуба и часть нижней челюсти Чжижэнь местонахождения Чжижэньдун (Zhirendong) возрастом 100—113 тыс. лет, зубы из пещеры Луна (Luna Cave) в местонахождении Лунадун (Lunadong) возрастом от 70 до 126 тыс. лет и известняковой пещеры в Бицзе возрастом 112—178 тыс. лет, человеческие останки из местонахождения Сюйцзияо (en:Xujiayao) возрастом 104—125 тыс. лет.
Четыре зуба из пещеры Яньхуэй в уезде Тунцзы городского округа Цзуньи провинции Гуйчжоу датируются возрастом от 172 000 до 240 000 лет назад. Возможно, это останки денисовского человека. Также к денисовцам, по данным палеопротеомики, был близок живший 160 тыс. лет назад обитатель карстовой пещеры Байшия (Baishiya Karst Cave), находящейся в уезде Сяхэ (провинция Ганьсу).

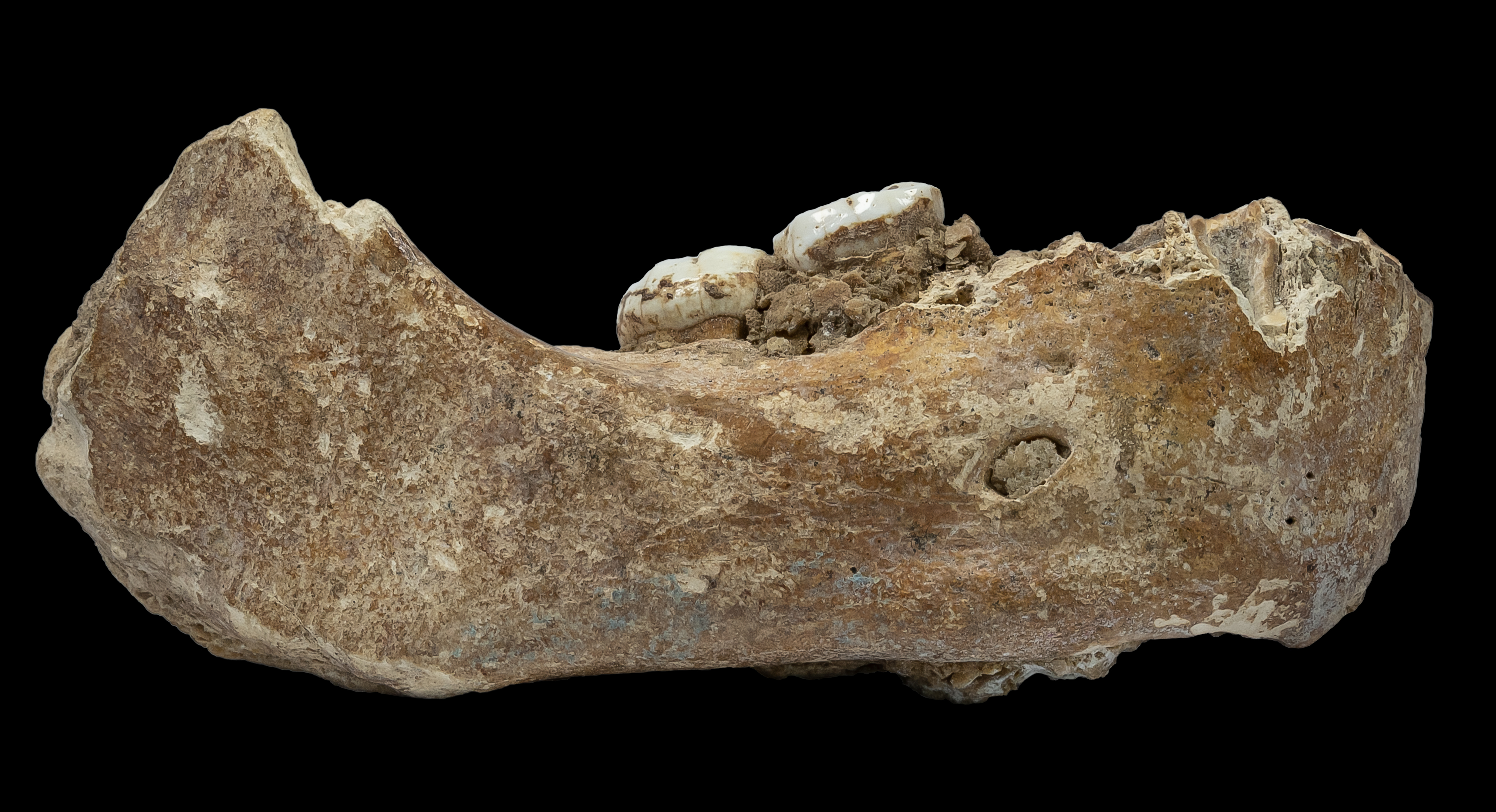
Челюсть денисовца из тибетской пещеры Байшия

Филогенетический анализ, основанный на критериях максимальной парсимонии (наибольшей экономии) и байесовской датировке, предполагает, что харбинский Homo longi, череп из Чинньюшаня и некоторые другие окаменелости человека среднего плейстоцена из Китая, такие как череп Дали и челюсть денисовца из Сяхэ, образуют третью восточноазиатскую человеческую линию, которая является сестринской группой к линии Homo sapiens.
В провинции Хэнань найдено семь инструментов, изготовленных из костей животных от 105 до 125 тысячи лет назад. Также в провинции Хэнань в местонахождении Линцзин (Lingjing) на двух фрагментах кости возрастом 105–125 тысяч лет назад нашли несколько процарапанных линий, некоторые из которых были присыпаны охрой. Авторы делают осторожный вывод, что рисунки могли сделать денисовцы.
Комплекс артефактов, сравнимых с западно-евразийским средним палеолитом (мустье) в пещере Цзиньсытай (Jinsitai Cave) в Северном Китае появился по крайней мере 47—42 тысячи лет назад и сохранялась примерно до 40—37 тысяч лет назад.
Индустрия начального верхнего палеолита (IUP) и фрагмент затылочной кости со стоянки Шиюй (Shiyu) в провинции Шаньси свидетельствуют о появлении Homo sapiens в Северном Китае 45 тысяч лет назад.
У человека из пещеры Тяньюань возрастом 40 тысяч лет определена митохондриальная гаплогруппа B и Y-хромосомная гаплогруппа K2b-P331, предковая для гаплогрупп S, M и Q, R. Эрик Тринкаус, проведя сравнительный биомеханический анализ проксимальных фаланг пальцев ног у Тяньюань 1, пришёл к выводу, что он носил обувь.
К позднему палеолиту также относятся шаньдиндунский человек, человек из Оленьей пещеры, верхний резец (CV.939.2) из Лунгупо (ушаньский человек). Верхнепалеолитическая индустрия в Шуйдунгоу 2 датируется возрастом 41 тысячу лет назад. На стоянке Сямабэй (Xiamabei), расположенной на южном берегу реки Хулю (Huliu River) в бассейне Нихэвань, найдено 382 каменных орудия (bladelet), похожих на лезвия-пластины возрастом 40 тысяч лет, большинство из которых были миниатюрными и имели длину менее двух сантиметров. Также были найдены куски охры с двумя различными минеральными составами. В Шуйдонгоу 12 (SDG12) были найдены каменные микролезвия вместе с разнообразными артефактами: иглами, шилами и костяной рукояткой ножа. Эта рукоятка является большим показателем того, что микролезвия использовались для нескольких целей, а не только для охоты. По крайней мере на одном участке в Северном Китае микролезвия также встречаются в контексте термически разрушенного и обожжённого камня. Ранняя форма микропластин обычно сосуществовала с остатками пластин и подробный анализ каменного технокомплекса поселений Сиши и Дунши в провинции Хэнань выявил близкое родство технологий пластин и микропластин. Хотя в Северном Китае нет сильных традиций технологии пластин, технология пластин в среднем верхнем палеолите (MUP, 32—25 тысяч л. н.) была распространена в соседних Сибири и Монголии до и во время появления в Северном Китае технологии ранних микропластин.
Человек из Люцзяна из пещеры Тонгтяньян (Tongtianyan) в городском округе Лючжоу датируется возрастом от 33 до 23 тысяч лет назад.

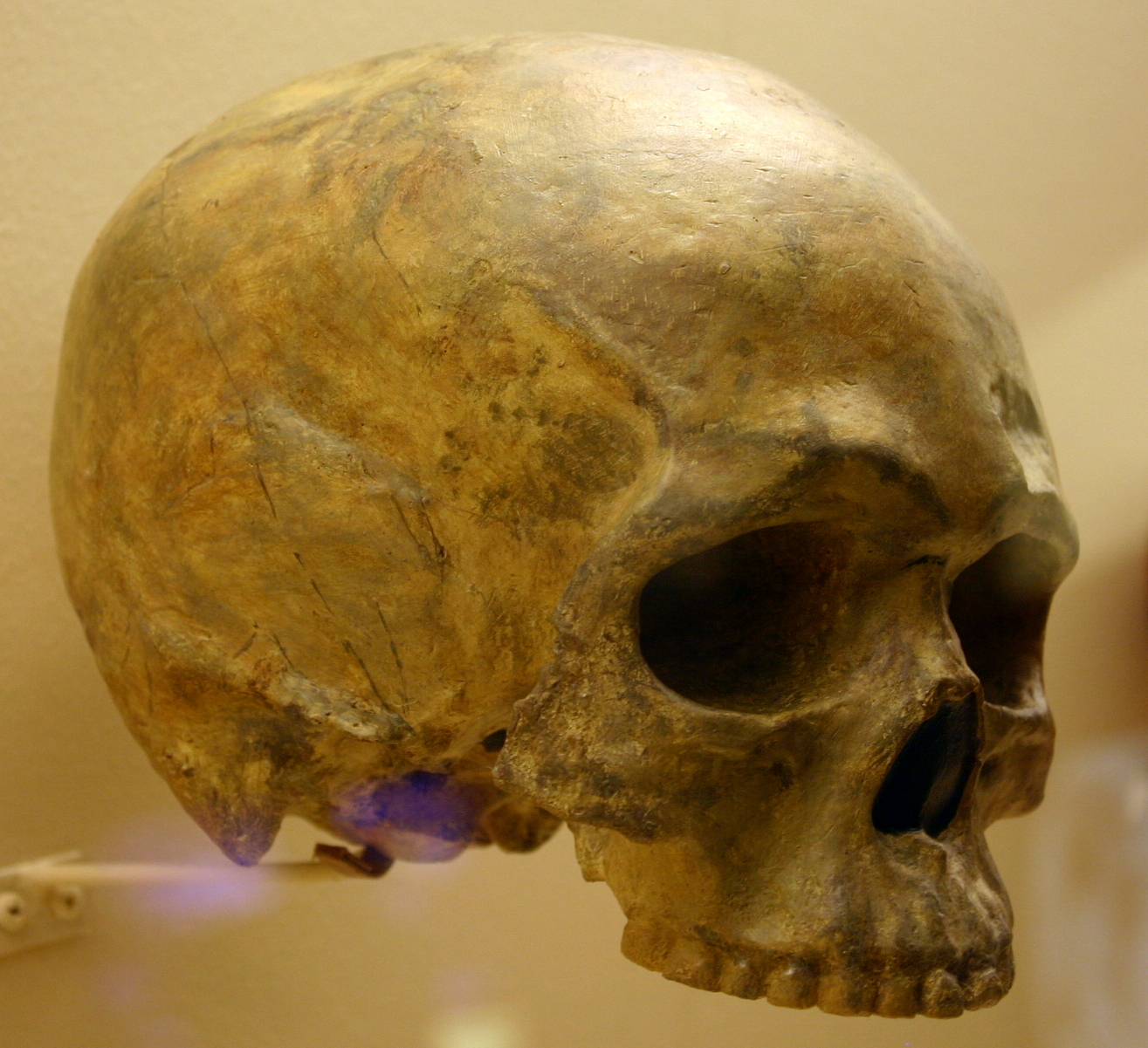
Человек из Люцзяна в Национальном музее естественной истории (Вашингтон)

Для стоянки Сяшуань (Xiachuan) с комплексом микропластинчатой техники получены калиброванные даты около 24 200 лет назад. На стоянке Сизитан 29 (Shizitan 29) с микропластинами и единичными клиновидными нуклеусами датировка возрастом 24 100—25 900 лет назад не окончательна, так как слои перемешаны.
Самая древняя керамика (20 000—19 000 лет назад) на территории Китая известна по находкам горшков в пещере Сяньжэньдун в провинции Цзянси на юго-востоке КНР. В провинции Хунань найдены черепки от остроконечного сосуда в пещере Юйчаньянь возрастом 18,3—17,5 тысяч лет назад. Памятники Сяньжэньдун (14 610±290 лет назад) и Мяоян (13 710±270 лет назад) находятся в Южном Китае.
Митохондриальную гаплогруппу M9 (мутация T16304C) определили у образца MZR (Mengzi Ren, черепная крышка MLDG-1704, 14 тысяч лет назад) из Оленьей пещеры.
Крошечная костяная статуэтка сидящей птицы из местечка Линцзин (灵井遗址, Lingjing) в провинции Хэнань возрастом около 13—14 тысяч лет назад является древнейшим произведением искусства в Восточной Азии. Ранее в Восточной Азии древнейшими статуэтками считались найденные возле Пекина статуэтки животных из нефрита и талькохлорита возрастом около пяти тысяч лет назад.
Сорок семь зубов Homo sapiens из пещерной системы Фуянь, сперва датировавшиеся возрастом от 80 тысяч лет назад до 42 900 л. н., оказались гораздо моложе — от 2,5 до 9,3 тысячи лет назад. У образца FY-HT-1 из пещеры Фуянь (2510±140 лет назад) определена митохондриальная гаплогруппа D5a1a2ab, у образца FY-HT-2 (9380±90 лет назад) — митохондриальная гаплогруппа D5a2a1h1.

## Мезолит и неолит

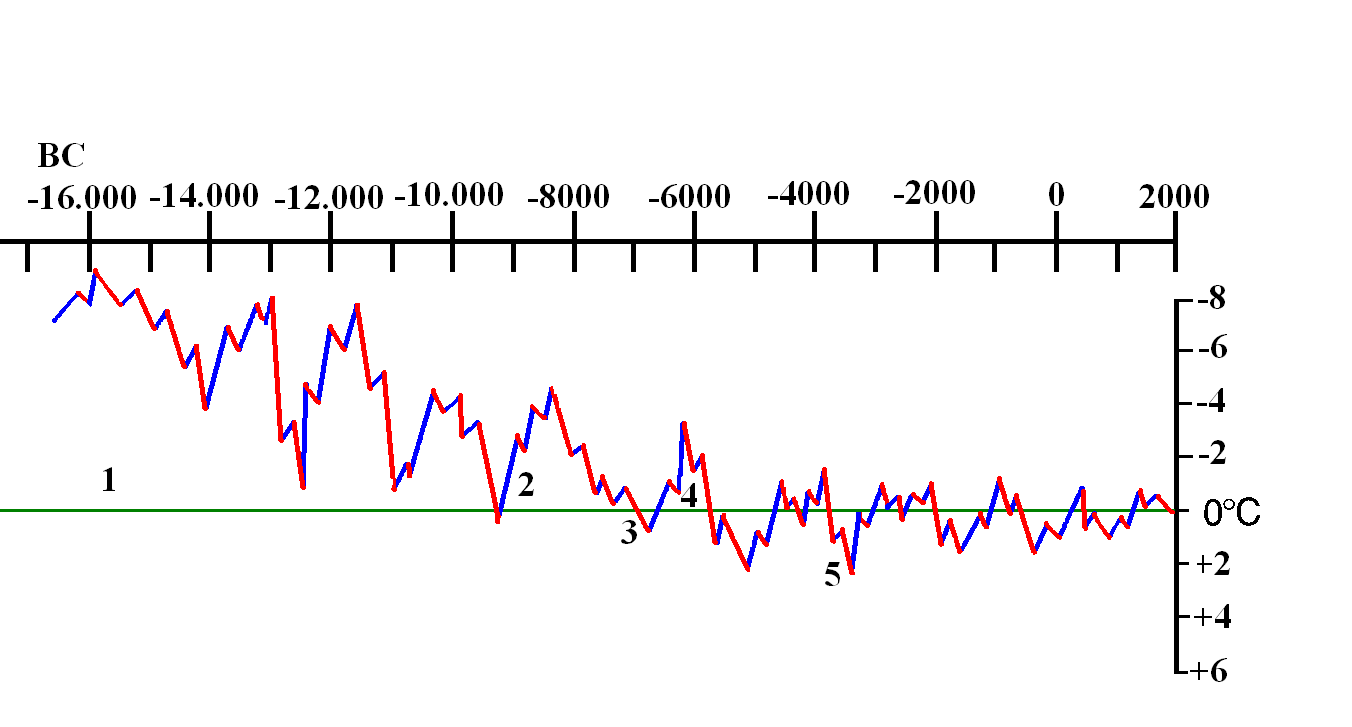
Изменения среднегодовой температуры в Восточном Китае в эпоху голоцена.
Цифры обозначают:
1 = максимальное последнее оледенение
2 = младший дриас
3 = голоценовый оптимум
4 = похолодание 6200 г. до н. э.
5 = максимум среднего голоцена

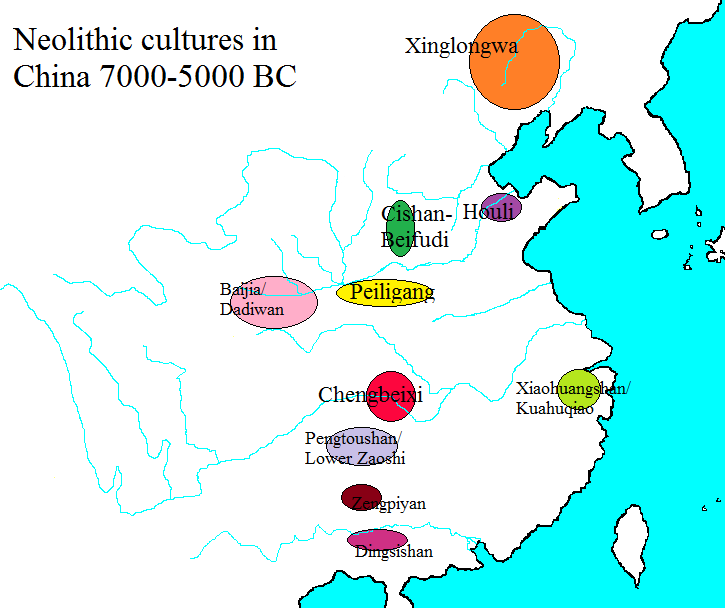
Основные мезолитические культуры Китая около 6000 года до н. э.

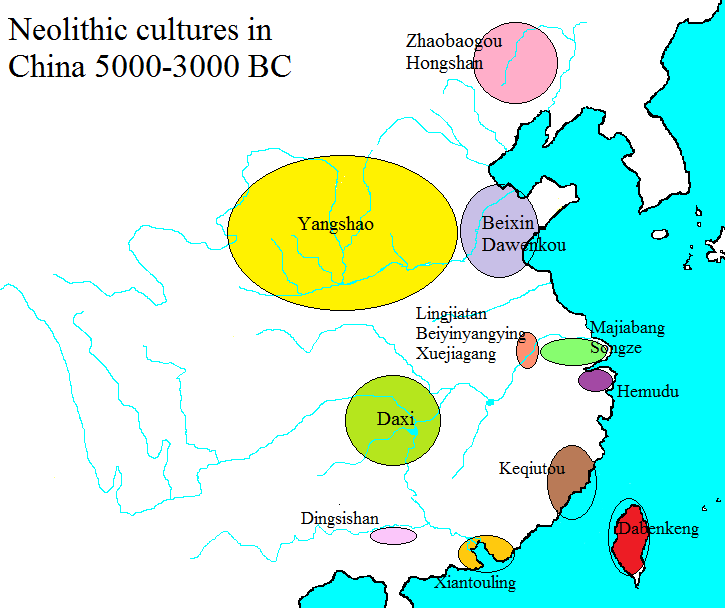
Основные неолитические культуры Китая в период 5000—3000 годы до н. э.

Неолитическая культура Синлунва (6200—5400 годы до н. э.) — самая ранняя археологическая культура Китая, использовавшая предметы из жада и рисунки драконов. Гончарные изделия Синлунва были в основном цилиндрическими и обжигались при низких температурах. В нескольких кувшинах из Цзяху обнаружены следы алкогольных напитков, полученных при ферментации риса, мёда и некоторых местных растений. Памятники культуры Ананси (Aang’angxi) в Северной Маньчжурии составляют одну археологическую общность с ранненеолитическими памятниками так называемой новопетровской «культуры пластин» на Среднем Амуре.

### Изменения в климате и природной среде
Около 14000 года до н. э. в Китае закончилось оледенение Дали. Уровень моря в тот момент составлял на 110 м ниже нынешнего. Согласно одной из гипотез, в тот период Япония и Тайвань, а также индонезийские острова Суматра, Ява и Борнео соединялись с азиатским континентом (критику данной гипотезы смотри в статье доисторические Филиппины). Около 13000 года до н. э. климат был особенно холодным. Между 11150 и 10400 годом до н. э. среднегодовая температура возросла на 7 °C. Благодаря воде, образовавшейся от таяния глетчеров, уровень моря резко возрос. В момент перехода от плейстоцена к голоцену, между 10000 и 8000 годами до н. э., уровень моря всё ещё был ниже нынешнего на восемнадцать метров, однако около 5000 года до н. э. достиг нынешнего уровня. Между 4000 и 3000 годами до н. э. уровень моря возрос ещё на пять метров, а затем постепенно снижался. Примерно двести лет спустя был достигнут нынешний уровень.

### Переход к аграрным сообществам

#### Культуры, выращивавшие просо
В центральном Китае около 6000 года до н. э. различались три культуры среднего неолита: Цышань в провинции Хэбэй, Пэйлиган к югу от Жёлтой реки в провинции Хэнань, и Дадивань в долине Вэйшуй в провинции Шэньси. В те времена климат там был более тёплым и влажным, чем в настоящее время. Данные культуры культивировали просо (Setaria italica). Они также собирали плоды и орехи, в том числе грецкий орех (Juglans regia) и лесной орех (Corylus leteraphylea). В качестве домашних животных держали собак и свиней. Найдено большое количество костей банкивских кур (Gallus gallus), что указывает также на птицеводство.
Неолитическая культура Бэйсинь, культивировавшая просо, существовала 5300—4100 лет до нашей эры.
Неясно, следует ли рассматривать культуру Байляньдун в провинции Гуанси как мезолитическую. Возможно, в период неолита земледельцы из долины Янцзы переселились на юг и адаптировали свои земледельческие навыки к местным условиям. Для южного Китая это означало прямой переход от палеолита к неолиту, минуя мезолит.
Мацзяяо — неолитическая культура IV—III тысячелетий до н. э.
Яншао — устоявшееся в прошлом название группы неолитических археологических культур, существовавших на территории Китая (долина средней части реки Хуанхэ) в V—III тысячелетиях до н. э.

#### Культуры, выращивавшие рис
Ранние свидетельства культивирования риса в доисторическом Китае датируются с помощью углеродного метода приблизительно 6000 годом до н. э.

## Бронзовый век
Археологическая культура раннего бронзового века Саньсиндуй названа по местечку Саньсиндуй уезда Гуанхань провинции Сычуань.
После времен легендарной династии Ся к власти пришла династия Шан (также известная как династия Инь)
Железо впервые входит в обиход во времена династии Чжоу, однако его использование минимально. В китайской литературе VI века до н. э. упоминается выплавка железа, однако бронза продолжает играть значительную роль как в археологическом, так и историческом контексте, ещё некоторое время после этого. Историк У. К. Уайт (W. C. White) утверждает, что «на протяжении всех периодов до конца династии Чжоу (256 год до н. э.)»  железо всё ещё не вытеснило бронзу и что бронзовые сосуды составляют большинство металлических сосудов вплоть до времени образования империи Цинь - начального периода Ранней Хань, то есть до 221—202 годы до н. э.